# Betagbarar
Betagbarar (łac. Diocesis Betagbarensis) – stolica historycznej diecezji we Cesarstwie rzymskim w prowincji Numidia zlikwidowana w VII w. podczas ekspansji islamskiej, współcześnie w północnej Algierii. Obecnie katolickie biskupstwo tytularne. 

## Biskupi tytularni
| Lp. | Biskup         | Funkcja                                          | Od               | Do                |
| --- | -------------- | ------------------------------------------------ | ---------------- | ----------------- |
| 1   | Jacques Grent  | emerytowany biskup Amboina (Indonezja)           | 15 stycznia 1965 | 15 listopada 1976 |
| 2   | David Konstant | biskup pomocniczy Westminsteru (Wielka Brytania) | 28 marca 1977    | 12 lipca 1985     |
| 3   | Martin Gächter | biskup pomocniczy Bazylei (Szwajcaria)           | 3 lutego 1987    |                   |